# Philippe Vander Putten
Philippe Vander Putten (26 mei 1959) is een Belgisch bedrijfsleider en bestuurder. Van 1998 tot 2006 was hij CEO van het mobiele netwerk Proximus, van 2006 tot 2008 van luchtvaartmaatschappij Brussels Airlines en van 2013 tot 2022 van het Belgisch Olympisch en Interfederaal Comité.

## Biografie
Philippe Vander Putten behaalde een MBA aan de Université catholique de Louvain en studeerde ook aan de Universiteit van South Carolina in de Verenigde Staten.
Na zijn studies ging hij aan de slag als assistant brand manager bij Procter & Gamble. In 1983 richtte hij Video Pub op. Van 1984 tot 1986 was hij productmanager bij L'Oréal en in 1986 ging hij aan de slag bij Mondelēz International, waar hij verschillende managementfuncties bekleedde.
In juli 1998 volgde Vander Putten Jan Neels op als CEO van het mobiele netwerk Proximus, dat tot het telecommunicatiebedrijf Belgacom behoorde. Na het overlijden van Belgacom-topman John Goossens eind 2002 was hij kandidaat om CEO van Belgacom te worden. Deze functie ging in maart 2003 echter naar Didier Bellens. De verhoudingen tussen Belgacom-CEO Bellens en Proximus-CEO Vander Putten waren niet goed en in februari 2005 zette Bellens Vander Putten opzij.
In juli 2006 werd hij CEO van de groep SN Brussels Airlines en Virgin Express, die in 2007 fuseerden tot Brussels Airlines. In juni 2008 stapte hij op na meningsverschillen over de taakverdeling aan de top van het bedrijf. Hij werd opgevolgd door twee co-CEO's, Bernard Gustin en Michel Meyfroidt.
Vander Putten ging vervolgens aan de slag bij Cleverphone en Distec International. In september 2013 werd hij CEO van het Belgisch Olympisch en Interfederaal Comité. Na de Olympische Winterspelen van 2022 legde hij die functie neer om zich toe te leggen op andere projecten. Ex-topatleet Cédric Van Branteghem volgde hem op.
Hij bekleedde ook bestuursmandaten bij Vandemoortele, Viangro, NN Belgium en de Fountain Group en is sinds 2022 bestuurder van La SMALA, Martin's Hotels en D'Argifral.